# نت متغیر
در موسیقی ایرانی نت متغیر نتی است که صورت طبیعیِ خود را — در بیشتر مواقع در حدود ربع پرده — به صورت موقت تغییر می‌دهد. به‌طور مثال در آواز دشتی بر پایهٔ نتِ «می»، نت «سی» اگر پیش از نت «لا» نواخته شود، به نت «سی کرن» تبدیل می‌شود.

## کاربرد
نت متغیر نتی است که در طول اجرای یک گوشه، زیرایی آن تغییر می‌کند. موقعیت این نت نه فقط از گوشه‌ای به گوشهٔ دیگر، که حتی در طی اجرای یک گوشه نیز می‌تواند تغییر کند. گاهی در نت‌نویسی، دور علامت عرضی مربوط به این نت یک پرانتز می‌گذارند تا متغیر بودن آن مشخص‌تر شود.

## در موسیقی عربی
در موسیقی عربی، تقسیم‌بندی موسیقی بر اساس مقام‌ها انجام می‌شود (همچنان که در موسیقی قدیم ایران پیش از تحول مقام به دستگاه نیز رایج بود). در تئوری معاصر موسیقی عربی برخی نظریه‌پردازان (از جمله میخائیل مشاقه) مفهومی مشابه نت متغیر را تعریف می‌کنند. نت متغیر معمولاً تنها به دو شکل دیده می‌شود. حالت اول به صورت یک خروج موقتی از مقام است که به دنبال آن بازگشت به مقام رخ می‌دهد؛ مثلاً در مقام نهاوند دو که به صورت «دو، ر، می بمل، فا، سل، لا، سی» تعریف می‌شود، گاهی نتِ می می‌تواند از بمل به بکار تغییر یابد و در یک حرکت رفت و برگشتی نواخته شده (مثلاً «دو، ر، می بمل، فا، می بکار، فا، می بمل، ر، دو»). حالت دوم هم به صورت توالی‌های کروماتیک با فواصل متوالیِ نیم‌پرده‌ای دیده می‌شود (مثلاً به صورت «ر، ر، می بمل، می بکار، فا، می بمل، سل، فا، می بمل، ر، دو».